# لر
اللُر (بضم اللام) أو اللور هم شعب إيراني متواجد في إيران والعراق، يتحدثون لغة لوري التي ترتبط ارتباطًا وثيقًا بالكُرديّة الجنوبية، مع بعض أوجه التشابه مع الفارسية، ويضيف أن الشرفنامة لشرف خان بدليسي «ذكرت سلالتي لور بين السلالات الكردية الخمس التي كانت تتمتع في الماضي بملكية أو أعلى شكل من أشكال السيادة أو الاستقلال». ويتركز تواجدها في محافظات لرستان، خوزستان، إيلام، بختياري، فارس، بوشهر، کرمانشاه.أصفهان. حتى الآن، لم يتم إجراء تعداد سكاني لشعب اللور، لكن يبلغ عدد سكانهم التقريبي أكثر من 20 مليونًا. وتتكون لور من عشائر مختلفة، مثل بختياري، وبوير أحمدي، وفيلي، وكالهاري، وليراوي، ولاري، وبهماي، ومامساني، وكوهميري، ولاك، والعديد من القبائل الأخرى.

## اللغة
تعتبر اللغة اللورية أقرب اللغات إلى اللغة الفارسية في محافظة فارس.
تنقسم اللغة اللورية إلى لهجتين رئيستين:
- اللهجة البيزوقية وهي الأكثر انتشاراً شديدة الشبه باللغة الفارسية يتكلموها اللور في محافظات لورستان وخوزستان وفارس وبوشهر.
- اللهجة الكوشيكية وهي متاثرة باللغة بالكردية الجنوبية يتكلمها بعض اللور في بعض مناطق همدان وفي بعض المناطق القريبة من الحدود العراقية.

ولهجات لورية أخرى شبيه باللغة الفارسية:
- اللهجة البختیاریة

## الفحوصات الجنينة
من الناحية الجينية يعتبر اللور مجموعة منفصلة عن جميع الإيرانيين وينتمون إلى السلالة الجينية (R1b1a2a-L23).[بحاجة لمصدر]

## الثقافة
وعلى الرغم من أن سلطة شيوخ القبائل لا تزال تؤثر تأثيرا قويا بين السكان الرحل، فإنها ليست مهيمنة بين سكان المناطق الحضرية المستقرين. تتمتع النساء اللريات بحرية أكبر بكثير من النساء في المجموعات الأخرى داخل المنطقة. والرقصات اللوریة هي السمة المميزة القومية والثقافية المميزة لهذا الشعب.

## نقاط التواجد
إضافة إلى تمركز اللر في لرستان، فإن هناك جالية منهم يُقدّر عددها بنحو خمسة آلاف نسمة تتواجد في سلطنة عمان، رحلوا إثر اكتشاف النفط هناك.[بحاجة لمصدر]

## الديانة
يعتنق اللور الإسلام، وينتمي اللور الفرس إلى المذهب الشيعي.